# Никачковци
Никачковци е село в Северна България. То се намира в община Трявна, област Габрово.